# Großes Messer
Das Große Messer war um 1500 eine oft benutzte europäische Klingenwaffe. Diese Klingenwaffe galt als Messer und Säbel und nicht als Schwert. Es konnte je nach Ausführung sowohl einhändig als auch beidhändig geführt werden.

## Beschaffenheit
Die Klinge war aus Kohlenstoffstahl geschmiedet und äußerst scharf geschliffen und einschneidig. Im Gegensatz zum Langen Messer mit geradem Verlauf und gleichmäßigem Querschnitt war das Große Messer säbelartig und besaß kurz vor der Spitze eine Verbreiterung. Trotzdem werden beide Begriffe häufig synonym verwendet. An der Parierstange befand sich ein muschelförmiger Aufsatz, der sogenannte Nagel.

## Herkunft
Die säbelartige Klingenform dieser Waffe war inspiriert von den osteuropäischen Säbeln,  insbesondere von den türkischen Waffen. Im Kunsthistorischen Museum in Wien werden einige gut erhaltene Stücke aufbewahrt.